# USS Hornet (CV-8)
Pour les autres navires du même nom, voir USS Hornet.
L’USS Hornet (CV-8) est un porte-avions américain, quatrième et dernier de la Classe Yorktown. Il est entré en service en 1941 et il a été coulé l'année suivante, pendant la bataille des îles Santa Cruz, où il est attaqué par une force aérienne largement supérieure en nombre. Son épave a été retrouvée en janvier 2019.

## Histoire
Le Hornet s'est rendu célèbre lors de sa première mission le 18 avril 1942 en lançant les seize bombardiers B-25 Mitchell qui allaient réaliser le premier raid aérien sur Tokyo, dit raid de Doolittle. Décollant du pont, les avions bombardèrent Yokohama et Tokyo avec pour objectif de poursuivre jusqu'à des terrains d'aviation de Chine.
L'USS Hornet participe ensuite à la bataille de Midway le 5 juin 1942. Ses 15 bombardiers torpilleurs TBD Devastator de l'escadrille VT-8 du Lt. Cmdr. Waldron sont tous abattus et ses bombardiers en piqué SBD Dauntless ne parviendront pas à entrer en contact avec les navires ennemis. Ceux-ci se rattrapent néanmoins le lendemain en participant à la destruction du croiseur lourd Mikuma.
Pendant la bataille des îles Santa Cruz, l'USS Hornet fut la principale cible des attaques japonaises. En 15 minutes, le navire américain est frappé par trois bombes d'un Aichi D3A « Val », puis ce sont les Nakajima B5N qui l'attaquèrent et endommagèrent les systèmes des moteurs électriques. Deux bombardiers en piqué « Val » endommagés s'écrasèrent volontairement sur le porte-avions : un à bâbord près de la proue, et l'autre sur l'îlot, tuant 7 personnes et répandant son carburant sur le pont.
Le contre-amiral George D. Murray appela le croiseur lourd USS Northampton pour tenter de remorquer le Hornet endommagé. Ce fut chose faite à une vitesse d'environ cinq nœuds (9 km/h). Les équipes de réparation étaient sur le point de rétablir les moteurs lorsqu'une nouvelle salve de neuf avions torpilleurs l'attaquèrent de nouveau. Huit appareils furent abattus ou ne le touchèrent pas, seul un toucha sa cible du côté tribord : ce fut le coup fatal, la torpille détruisit la réfection du système électrique et provoqua une gîte de 14°.
Après avoir été informé de l'approche de nouvelles forces japonaises et que les efforts de remorquage ont été vains, le vice-amiral William F. Halsey donna l'ordre d'évacuer le navire. Le capitaine Charles P. Mason (en) fut le dernier à quitter le porte-avions. La majeure partie de l'équipage fut transféré sur des destroyers. Bien que gravement endommagé et sans équipage, l'USS Hornet restait toujours à flot. Ce sont finalement les destroyers japonais Makigumo et Akigumo qui à 22 h 40 l'achèvent à l'aide de quatre torpilles. L'USS Hornet coula le 27 octobre à 1 h 35. La perte du porte-avions coûta la vie à 140 marins.
Il est rayé du registre des navires le 13 janvier 1943.
Cependant, son nom sera ressuscité moins d'un an plus tard lorsque l'un des nouveaux porte-avions de la classe Essex en cours de construction (le 12e porte-avions américain) sera baptisé USS Hornet avant sa mise à l'eau en 1943 : l'USS Hornet (CV-12). Celui-ci sera l'un des principaux porte-avions américains pour le reste de la guerre du Pacifique.

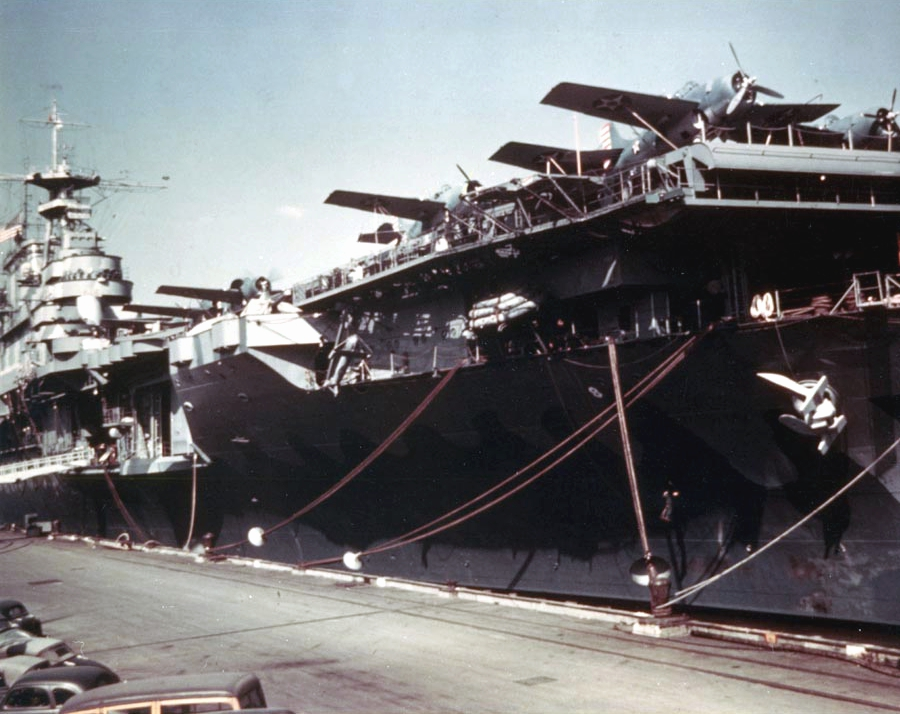
USS Hornet (CV-8) à la base navale de Norfolk en février 1942.
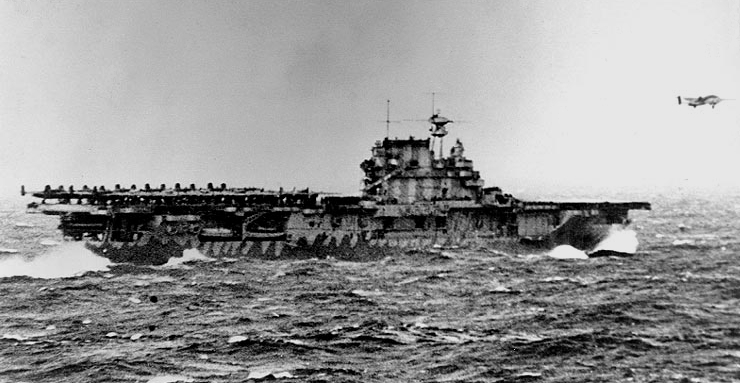
L'USS Hornet pendant le raid de Doolittle.
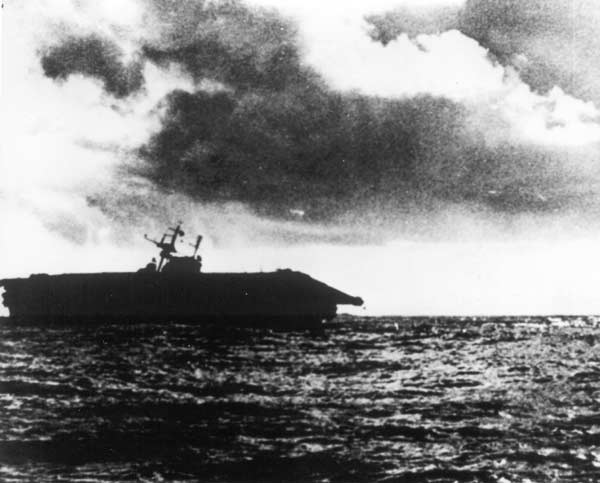
Le Hornet, abandonné, le 27 octobre 1942.

## Découverte de l'épave
Le 12 février 2019, l'équipage du navire océanographique RV Petrel annonce la découverte de l'épave à
5 330 mètres de profondeur au large des îles Salomon,.